# Liste der antiken Schriftsteller (lateinisch)

## Römische Schriftsteller

### Römische Fabeldichter
- Avianus
- Phaedrus
- Hyginus Mythographus

### Römische Dramatiker
- Lucius Accius
- Titus Plautus
- Lucius Annaeus Seneca (der Jüngere)
- Publilius Syrus
- Publius Terentius Afer
- Turpilius

### Römische Epiker und Lyriker
- Abronius Silo (Augusteische Zeit)
- Festus Rufus Avienus
- Gaius Valerius Catullus
- Claudius Claudianus (4./5. Jh.)
- Quintus Ennius
- Gaius Valerius Flaccus
- Gaius Cornelius Gallus (69/68 v. Chr. – 27/26 v. Chr.)
- Flavius Cresconius Gorippus (6. Jh.)
- Quintus Horatius Flaccus
- Marcus Annaeus Lucanus
- Titus Lucretius Carus
- Lygdamus
- Publius Ovidius Naso
- Sextius Propertius
- Aurelius Prudentius Clemens (4./5. Jh.)
- Sabellus (1. Jh.)
- Cornelius Severus römischer Dichter
- Publius Papinius Statius
- Albius Tibullus
- Publius Vergilius Maro

### Römische Romanautoren
- Apuleius
- Titus Petronius Arbiter

### Römische Satiriker
- Quintus Horatius Flaccus
- Decimus Iunius Iuvenalis
- Gaius Lucilius
- Marcus Valerius Martialis
- Titus Petronius Arbiter

### Römische Historiker
- Ammianus Marcellinus
- Aufidius Bassus
- Cluvius Rufus
- Granius Licinianus
- Gaius Iulius Caesar
- Marcus Iunianus Iustinus
- Fabius Rusticus
- Florus
- Titus Livius
- Marius Maximus
- Cornelius Nepos
- Servilius Nonianus
- Gaius Plinius Secundus
- Pompeius Trogus
- Gaius Sallustius Crispus
- Gaius Suetonius Tranquillus
- Cornelius Tacitus
- Marcus Terentius Varro
- Quintus Fabius Pictor
- Velleius Paterculus
- Sextus Aurelius Victor
- Quintus Curtius Rufus
- Lucius Cassius Dio

### Römische Philosophen
- Marcus Aurelius (philosophisches Werk allerdings auf Griechisch)
- Boëthius
- Celsus
- Marcus Tullius Cicero
- Titus Lucretius Carus
- Lucius Annaeus Seneca (der Jüngere)

### Frühe Kirchenschriftsteller
- Tertullian
- Augustinus
- Hieronymus

### Sonstige römische Schriftsteller
- Marcus Gavius Apicius ⇒ Kochkunst
- Marcus Porcius Cato ⇒ Landwirtschaft
- Marcus Tullius Cicero ⇒ Politik, Staatstheorie, Philosophie
- Lucius Iunius Moderatus Columella ⇒ Landwirtschaft
- Aulus Gellius ⇒ Buntschriftstellerei
- Gaius Plinius Secundus (der Ältere) ⇒ Enzyklopädie
- Gaius Plinius Caecilius Secundus (der Jüngere) ⇒ Briefe
- Marcus Vitruvius Pollio ⇒ Architektur
- Pomponius Mela ⇒ Geographie
- Flavius Vegetius Renatus ⇒ Militärtheorie